# Pfarrkirche Pichl an der Enns

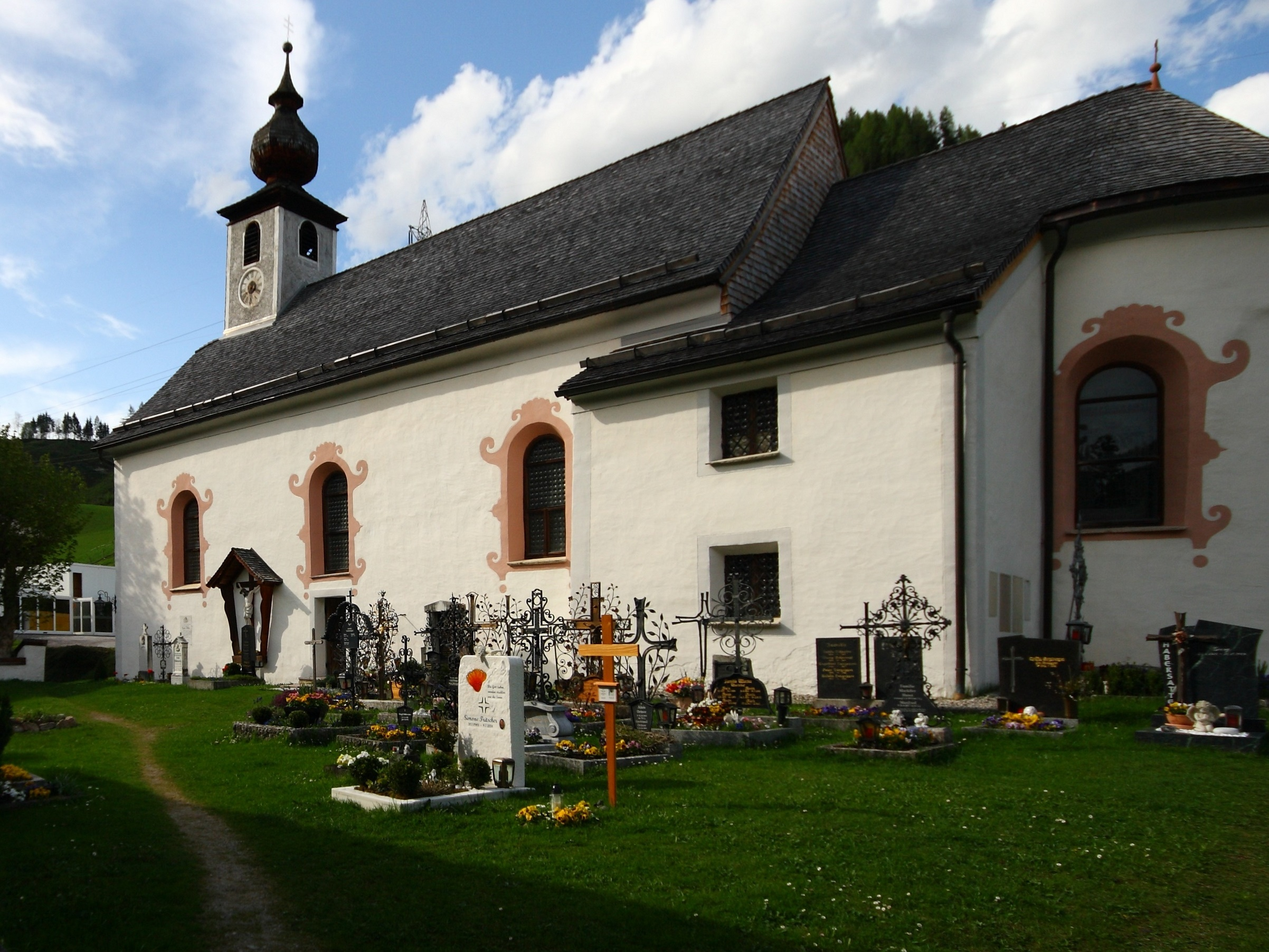
Katholische Pfarrkirche hl. Jakobus der Ältere in Pichl

Die römisch-katholische Pfarrkirche Pichl steht in der Ortschaft Pichl in der Stadtgemeinde Schladming im Bezirk Liezen in der Steiermark. Die dem Patrozinium des heiligen Jakobus des Älteren unterstellte Pfarrkirche gehört zur Region Ennstal und Ausseerland (Dekanat Oberes Ennstal – Steirisches Salzkammergut) in der Diözese Graz-Seckau. Die Kirche und der Friedhof stehen unter Denkmalschutz (Listeneintrag).

## Geschichte
Eine Kirche wurde 1258 urkundlich genannt. Die Filiale der Pfarrkirche Haus im Ennstal wurde 1762 ein Vikariat und 1859 Pfarre.
Im Jahr 1766 wurde die Kirche durch den Baumeister Andres Huber aus Kitzbühel vergrößert und erweitert. 1973/1974 wurde der Innenraum restauriert.

## Architektur
Das dreijochige Langhaus und der eingezogene eineinhalbjochige Chor mit einem Halbkreisschluss haben ein Stichkappentonnengewölbe auf flachen Wandpfeilern mit Gesimskapitellen. Am Fronbogen nennt ein Chronogramm 1780. Die Westempore steht auf vier Säulen.
Der westliche Dachreiter trägt eine barocke Zwiebel. Die Fassaden zeigen Fenster mit einer geschweiften Putzschnittumrahmung.

## Einrichtung
Die Kirche hat eine einheitliche Rokoko-Ausstattung.
Den Hochaltar von 1775 schuf der Tischler Johann Georg Engele aus Schladming. Ein kleines Altarbild hl. Maria zeigt sich in einem reichen Rahmen einer Gürtler-Arbeit. Der Tabernakel steht frei. Die Wandverkleidung neben dem Hochaltar ist ebenfalls Rokoko. Die Seitenaltäre baute 1770 der Tischler Paul Engele aus Abtenau, sie zeigen Gemälde von Florian Schmid aus Krems bei Voitsberg, links eine Pietà und rechts den hl. Johannes Nepomuk. Die Kanzel entstand 1777. Alles wurde 1779/1780 vom Maler Johann Pirker gefasst.
Es gibt eine barocke Kreuzgruppe aus der zweiten Hälfte des 18. Jahrhunderts.